# Paśupatowie
Paśupatowie – jedna z sześciu głównych szkół śiwaizmu. Jest ona najstarszą śiwaicką sampradają. Składała się przeważnie z ascetów. Byli systemem monoteistycznym i dualistycznym. Dualistycznym, gdyż czynili rozróżnienie między trzema rodzajami bytu: Bogiem, duszami i materią.
Powstała prawdopodobnie w I, a być może nawet już w II wieku p.n.e. Została założona przez Lakuliśę, który uważany był przez paśupatów za awatara Śiwy.
Paśupatowie już nie istnieją, jednak w Indiach południowych byli bardzo wpływową szkołą w okresie od siódmego do czternastego wieku. Upadli pod koniec piętnastego wieku.
Paśupatowie dokonali licznych reformacji religijnych - upowszechnili śiwaizm oraz wyparli dźinizm i buddyzm z Indii południowych.

## Przedstawiciele
Aćarjowie systemu njaja:
- Bhasarwadźńa
- Uddjotakara Bharadwadźa
- Watsjajana Dakszilaswamin